# Brinsmade
Brinsmade é uma cidade localizada no estado norte-americano de Dacota do Norte, no Condado de Benson.

## Demografia
Segundo o censo norte-americano de 2000, a sua população era de 29 habitantes. Em 2006, foi estimada uma população de 29, um aumento de 0 (0.0%). Em 2010 sua população passou a ser de 35 habitantes, com uma densidade de 58,8 hab/km2.

## Geografia
De acordo com o United States Census Bureau tem uma área de 
0,6 km², dos quais 0,6 km² cobertos por terra e 0,0 km² cobertos por água. Brinsmade localiza-se a aproximadamente 476 m acima do nível do mar.

## Localidades na vizinhança
O diagrama seguinte representa as localidades num raio de 28 km ao redor de Brinsmade. 